# مجلس الوزراء الكويتي 2017
مجلس الوزراء الكويتي 2017 أو الوزارة الـ35 في الكويت هي الوزارة رقم (35) في الكويت منذ الاستقلال عام 1961م وتشكلت بتاريخ 11 ديسمبر 2017م برئاسة سمو الشيخ جابر مبارك الحمد الصباح، وقد أجري عليها تعديلًا وزاريًا موسعًا بتاريخ 25 ديسمبر 2018م.

## استقالة
في 25 ديسمبر 2018 استقال كل من:
- هند الصبيح وزير الشؤون الاجتماعية والعمل ووزير الدولة للشؤون الاقتصادية.
- بخيت الرشيدي وزير النفط ووزير الكهرباء والماء.
- حسام عبد الله الرومي وزير الأشغال العامة ووزير الدولة لشؤون البلدية.
- عادل مساعد الجارالله الخرافي وزير الدولة لشؤون مجلس الأمة.

## تعديل وزاري
صدر في 25 ديسمبر 2018 مرسوم أميري رقم (373 لسنة 2018) بتعديل وزاري نص على «بعد الاطلاع على الدستور وعلى المرسوم رقم 254 لسنة 2017 بتشكيل الوزارة والمعدل بالمرسوم رقم 97 لسنة 2018 وعلى المرسوم رقم 372 لسنة 2018 بقبول استقالة بعض الوزراء وبناء على عرض رئيس مجلس الوزراء رسمنا بالآتي:»، وجاء التعديل الوزاري كما يلي:

### تعديل تعيين
يعدل تعيين كل من التالي أسماؤهم الواردة في مرسوم تشكيل الوزارة المشار إليه على النحو التالي:
- خالد ناصر عبد الله الروضان وزيرا للتجارة والصناعة ووزير دولة لشؤون الخدمات.
- د. جنان محسن حسن رمضان وزيرا للأشغال العامة ووزير دولة لشؤون الإسكان.
- المستشار/ د. فهد محمد محسن العفاسي وزيرا للعدل ووزير دولة لشؤون مجلس الأمة.

### تعيين جديد
- د. خالد علي محمد الفاضل وزيرا للنفط ووزيرا للكهرباء والماء.
- سعد الخراز وزيرا للشؤون الاجتماعية.
- فهد علي زايد الشعلة وزيرا للأوقاف والشؤون الإسلامية ووزير دولة لشؤون البلدية.
- مريم عقيل السيد هاشم العقيل وزير دولة للشؤون الاقتصادية.